# 热尼斯·卡瑟姆别克
热尼斯·马哈茂多维奇·卡瑟姆别克（羅馬化：Jeñıs Mahmūdūly Qasymbek，發音：[ʐʲeŋɘs mɑχmo̙do̙ɫɯ qɑsɯmbʲek]；1975年5月7日—），是一位哈薩克斯坦政治人物。他曾經在2019年2月25日至2019年9月18日期間擔任該國副總理，並自同年9月起出任卡拉干達州州長。

## 早年生活和教育
卡瑟姆別克於1975年5月7日在蘇聯哈薩克蘇維埃社會主義共和國（現哈薩克斯坦）江布爾州楚城出生，大學時期於1997年在哈薩克建築和土木工程領先學院取得建築設計系學士學位，並於四年後在歐亞國立大學以國家與地方政府經濟學碩士學位畢業。2009年，卡瑟姆別克更憑「關於哈薩克斯坦共和國交通綜合體發展的國家法規」（Государственное регулирование развития транспортного комплекса Республики Казахстан）一文獲得經濟學副博士。

## 仕途
卡瑟姆別克於1997年畢業後首先留在哈薩克建築和土木工程領先學院擔任實習研究員，翌年才轉往鐵米爾銀行（Темирбанк）出任首席專家，隨後更在同年進入政府擔任哈薩克斯坦共和國反壟斷政策委員會部門主任。2000年，他改任交通和通訊部水運司司長，並於四年後被調往曼格斯套州出任阿克套國際海上貿易港口國有股份公司總經理。
2005年11月，卡瑟姆別克獲調回首都阿斯塔納（現努爾蘇丹）擔任交通和通訊部副部長，接著在2009年3月改任責任秘書，其後更於五年後晉升至部長。2014年8月，他再被調往投資和發展部出任第一副部長，約兩年後升任為部長，後來又在2018年12月改為擔任工業和基礎設施發展部部長。
2019年2月25日，哈薩克斯坦首任總統努爾蘇丹·納扎爾巴耶夫簽署第849號總統令，正式任命卡瑟姆別克為副總理，不過卡瑟姆別克任職不到七個月後便被第二任總統卡西姆若馬爾特·托卡耶夫於同年9月19日調離中央政府並任命其為卡拉干達州州長。

## 榮譽
以下是卡瑟姆別克曾經獲得的獎章：
- 年份不祥：庫爾梅特獎章
- 2001年：哈薩克斯坦共和國獨立10週年（Қазақстан Республикасының тәуелсіздігіне 10 жыл）紀念獎章
- 2008年：阿斯塔納10週年（Астананың 10 жылдығы）紀念獎章
- 2017年12月15日：帕拉薩特獎章[7]